# Crabe (unité)
Le crabe est une unité astrophotométrique étalon qui est utilisée pour mesurer l'intensité (densité de flux) de sources astrophysiques de rayons X,,,. Un crabe est défini comme l'intensité de la nébuleuse du Crabe à l'énergie du photon X considéré.
La nébuleuse du Crabe, ainsi que le pulsar du Crabe qui se trouve à l'intérieur, est une intense source de rayons X. Elle est utilisée comme chandelle standard dans la procédure d'étalonnage des instruments de mesure en rayons X situés dans l'espace. Cependant, dans la mesure où l'intensité de la nébuleuse du Crabe varie selon l'énergie des rayons X considérés, la conversion du crabe en d'autres unités dépend de l'intervalle d'énergie considéré.
Dans le domaine d'énergie compris entre 2 et 10 kiloélectron-volts, un crabe vaut 2,4 × 10−8 erg par centimètre carré et par seconde, soit 15 kiloélectron-volts par centimètre carré par seconde ou 2,4 × 10−11 watt par mètre carré. Pour des énergies supérieures à environ 30 kiloélectron-volts, la nébuleuse du Crabe ne peut plus être utilisée comme étalon car son flux ne peut plus être caractérisé par un unique modèle cohérent.
Des sous-multiples de cette unité, tels que le millicrabe (mCrab) et le microcrabe (µCrab), sont parfois utilisés.